# Resolució 666 del Consell de Seguretat de les Nacions Unides
La Resolució 666 del Consell de Seguretat de les Nacions Unides, adoptada el 3 de setembre de 1990 després de recordar les resolucions 661 (1990) i 664 (1990) que van debatre sobre la situació humanitària a Iraq i a Kuwait, i la detenció de nacionals de països estrangers, el Consell va decidir preguntar al Comitè 661 per determinar si s'han suscitat les necessitats humanitàries i mantenir la situació en qüestió. Al mateix temps, esperava que l'Iraq complís les seves obligacions en virtut del dret internacional, inclòs el Quart Conveni de Ginebra, relatiu a la seguretat i detenció dels ciutadans de tercers països a l'Iraq i el Kuwait ocupat.
El Consell va demanar al Secretari General de les Nacions Unides que busqui amb urgència informació sobre la disponibilitat d'aliments a l'Iraq i Kuwait, així com prestar atenció a nens, ancians, mares i mares embarassades, comunicant tota la informació al Comitè. Si el Comitè troba una necessitat urgent humanitària dels productes alimentaris, ha d'informar immediatament al Consell amb la seva decisió sobre com s'hauria de complir la necessitat. A més, s'ha de tenir en compte el Comitè a l'hora de formular les seves decisions que els aliments s'haurien de proporcionar a través de les Nacions Unides en cooperació amb organismes humanitaris apropiats com el Comitè Internacional de la Creu Roja per assegurar que arribi als beneficiaris proposats. Finalment, la resolució va recomanar la supervisió estricta dels subministraments mèdics pels governs i organismes humanitaris que exporten a l'Iraq i Kuwait.
La resolució 666 es va aprovar amb 13 vots a favor; Cuba i el Iemen van votar en contra de la resolució, amb Cuba afirmant que, fins i tot mitjançant l'ús d'exempcions de responsabilitat, la resolució equivalia a «utilitzar la fam com a arma de guerra», prohibit en virtut del Protocol 1 de les Convencions de Ginebra.